# World Union of National Socialists
La World Union of National Socialists (WUNS; Unione Mondiale dei Nazionalsocialisti, UMN) è un'organizzazione internazionale fondata nel 1962 per riunire tutti i movimenti neonazisti del mondo.

## Storia
L'associazione ebbe inizio quando George Lincoln Rockwell, leader del American Nazi Party (ANP), incontrò in Inghilterra Colin Jordan, capo del Movimento Nazional Socialista. Questo primo accordo portò poi alla Dichiarazione di Cotswold sul "potere bianco" e alla adesione di un primo nucleo di movimenti. Con la morte nel 1967 di Rockwell al vertice andò Matt Koehl, con il danese Povl Riis-Knudsen come segretario generale, che spinse verso un nazi-misticismo religioso. Dal 2006 al 2019 ne è stato leader Jeff Schoep, guida del Movimento Nazionale Socialista che poi ha abbandonato il movimento ed ha rinnegato gli ideali prima da lui supportati.
In Italia ne fanno parte il Movimento Fascismo e Libertà - Partito Socialista Nazionale e la Comunità politica di Avanguardia.

## Membri
Questi i movimenti e i partiti membri oggi:
- Bolivia: Frente de Acción Patriótica
- Bulgaria: Братство на Велика Сарматия (Fratellanza della Grande Sarmazia)
- Canada: National Socialist Party of Canada
- Cile: Movimiento Nacionalsocialista de los Trabajadores Chilenos, Movimiento Gancho del Lobo, IMNS, Troops of Tomorrow Chile Division
- Argentina: Frente Nacional socialista Argentino (FNSA)
- Costa Rica: Resistencia Ideológica Nacional Socialistas de Costa Rica (RINSCR)
- Estonia: Estland88
- Finlandia: Suomen Kansallissosialistinen Työväenpuolue, SKSTP-NSFAP
- Francia: Mouvement National-Socialiste Français, PHENIX
- Germania: Partito Nazionaldemocratico di Germania
- Giappone: Partito Nazionalsocialista Giapponese dei Lavoratori
- Grecia: European Nationalism and Hellenic Nationalism
- Guatemala: Frente Nacional Socialista de Guatemala
- Iran: Naska Party, حزب سوسیالیست ملی کارگران ایران, Ḥezb-e Sosīālīst-e Mellī-e Kārgarān-e Īrān (Iran's National Socialist Workers Party, SUMKA)
- Italia: Movimento Fascismo e Libertà - Partito Socialista Nazionale, Comunità politica di Avanguardia
- Messico: Partido Nacional-Socialista de México, Sol Negro
- Norvegia: Norges Nasjonalsosialistiske Bevegelse, NNSB
- Perù: Tercios Nacional Socialistas, MNSDP
- Regno Unito: November 9th Society, British Free Corps, British Peoples Party
- Romania: Avangarda Naţională Română, Front 14 Romania, Victoria Finală
- Russia: National-Socialist of Ufacity, Всероссийское общественное патриотическое движение "Русское Национальное Единство (All-Russian civic patriotic movement "Russian National Unity"), Slavic Alliance
- Serbia: Rasonalisti Serbia, Србска Акција (Azione Serba)
- Spagna: Alianza Nacional, NuevOrden España
- Stati Uniti: National Socialist Movement, Partito Nazista Americano, Final Solution 88
- Svezia: National Socialist Movement Nordic-Scandinavia Unit, Sveriges Nationella Förbund
- Ucraina: National Alliance for Freedom Ukrainian Falange, Ukrainian Falange Blog
- Venezuela: Partido Nacional Socialista Venezolano.